# 栃木県道47号真岡上三川線

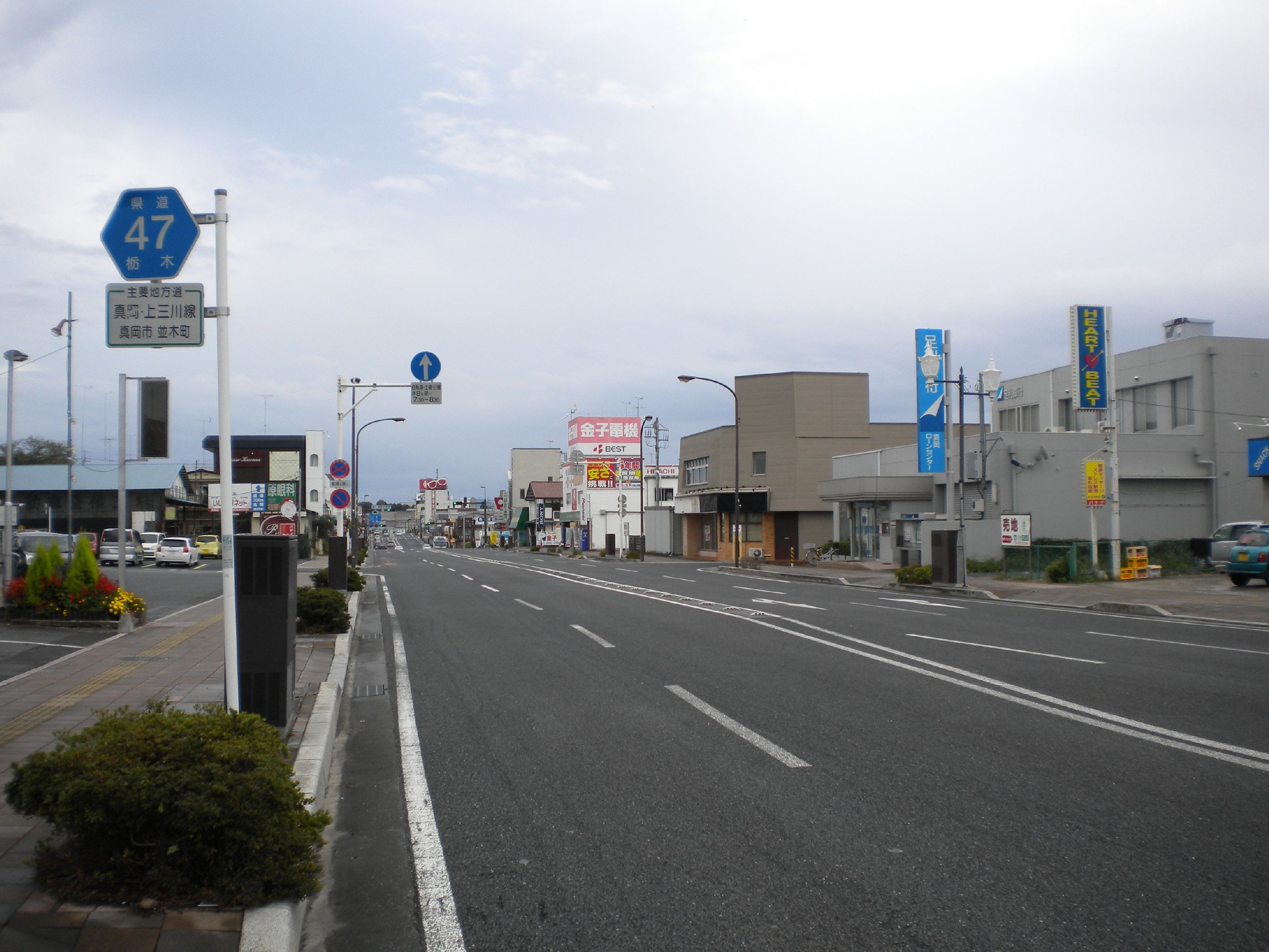
真岡市並木町3丁目付近

栃木県道47号真岡上三川線（とちぎけんどう47ごう もおかかみのかわせん）は、栃木県真岡市から河内郡上三川町に至る県道（主要地方道）である。

## 概要
真岡市市街地から真西に伸び、上三川町で国道352号に合流する道路。かつては、現在は国道352号となっている河内郡上三川町 - 下都賀郡壬生町間も含んで「真岡壬生線」という路線名であった。
ほぼ全線に渡って4車線であるが、鬼怒川を渡る鬼怒大橋の西行きは車線が減少しており、本路線のボトルネックとなっている。

### 路線データ
- 総延長：10.260 km
- 実延長：9.162 km
- 起点：栃木県真岡市荒町（荒町寿町交差点＝栃木県道46号宇都宮真岡線・栃木県道257号西小塙真岡線交点）
- 終点：栃木県河内郡上三川町大字上三川（上三川交差点＝新4号国道・国道352号交点）
- 認定：1993年（平成5年）4月1日

## 歴史
- 1961年（昭和36年）4月1日 - 主要地方道真岡壬生線として認定。
- 1982年（昭和57年）4月1日 - 同路線中の壬生町 - 石橋町（現：下野市）間が国道352号に指定され、同区間は重複指定となる。
- 1983年（昭和58年）1月17日 - 路線変更により壬生町 - 石橋町間の県道指定が解除され、路線名が真岡石橋線に変更される。
- 1983年（昭和58年）4月1日 - 同路線中の石橋町 - 上三川町間が国道352号に指定され、同区間は重複指定となる。
- 1993年（平成5年）4月1日 - 路線変更により石橋町 - 上三川町間の県道指定が解除され、路線名が真岡上三川線に変更される。
- 1993年（平成5年）5月11日 - 建設省から、県道真岡上三川線が真岡上三川線として主要地方道に指定される[1]。
- 2009年（平成21年）4月1日 - 起点が市役所前交差点から荒町寿町交差点に変更[2]。

## 路線状況

### 重複区間
- 栃木県道320号二宮宇都宮線（真岡市上大沼・上大沼交差点 - 河内郡上三川町上三川・下町東交差点）

## 地理

### 通過する自治体
- 真岡市
- 河内郡上三川町

### 交差する道路
- 栃木県道46号宇都宮真岡線・栃木県道257号西小塙真岡線（起点）
- 栃木県道45号つくば真岡線（真岡市田町・田町北交差点）
- 栃木県道140号真岡停車場線（真岡市台町・真岡駅入口交差点）
- 栃木県道193号雀宮真岡線（真岡市並木町3丁目・高寺歩道橋交差点）
- 国道408号真岡南バイパス・真岡バイパス（鬼怒テクノ通り）（真岡市長田・真岡I.C南交差点）
- 国道408号（真岡市長田・長田交差点）
- 栃木県道320号二宮宇都宮線（真岡市上大沼・上大沼交差点）
- 栃木県道158号下岡本上三川線（栃木県道320号二宮宇都宮線 重複）（河内郡上三川町上三川・下町東交差点）
- 栃木県道35号宇都宮結城線（河内郡上三川町上三川・下町交差点）
- 新4号国道・国道352号（終点）

## ギャラリー

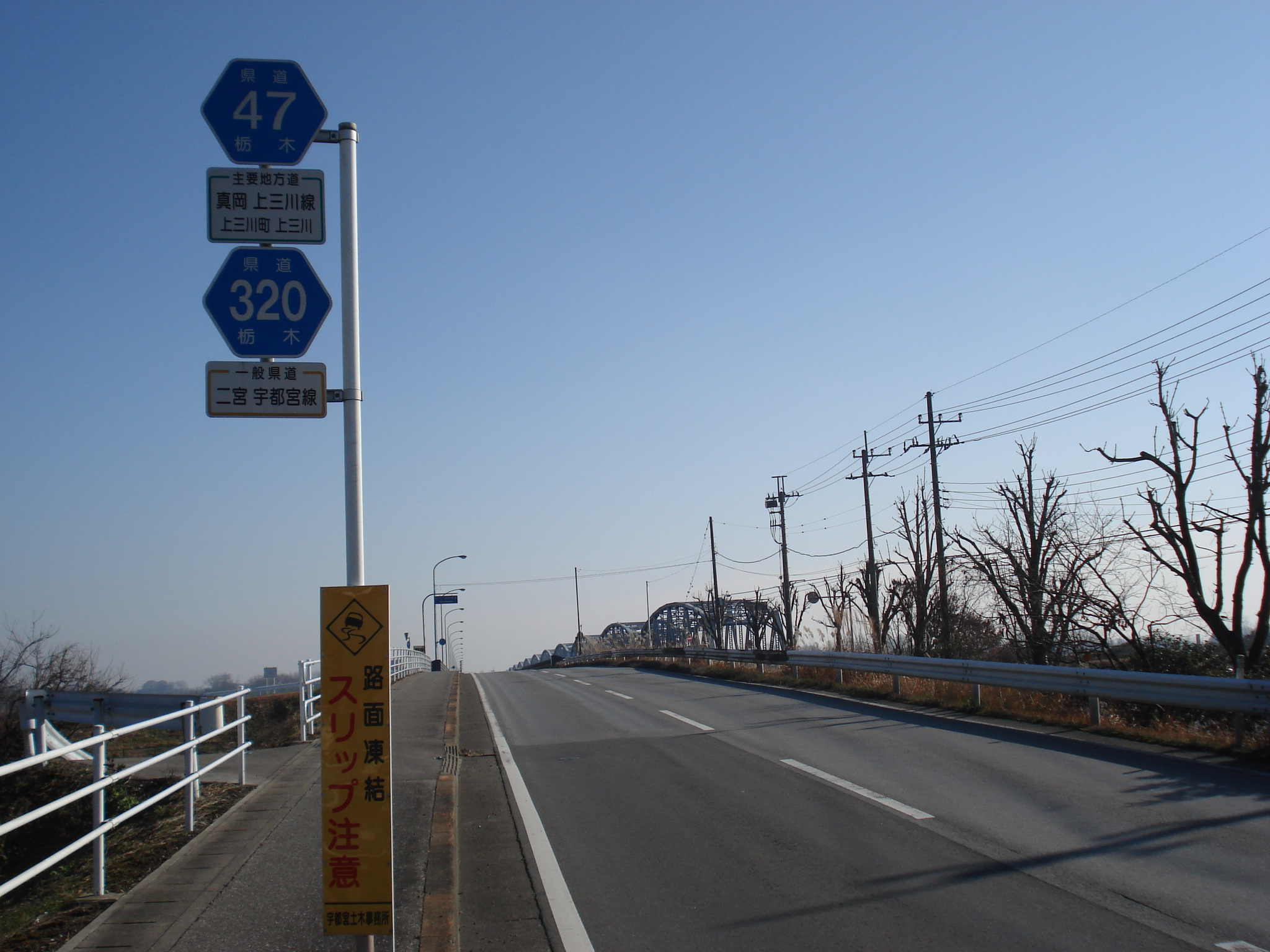
上三川町上郷付近 栃木県道320号二宮宇都宮線との重複区間
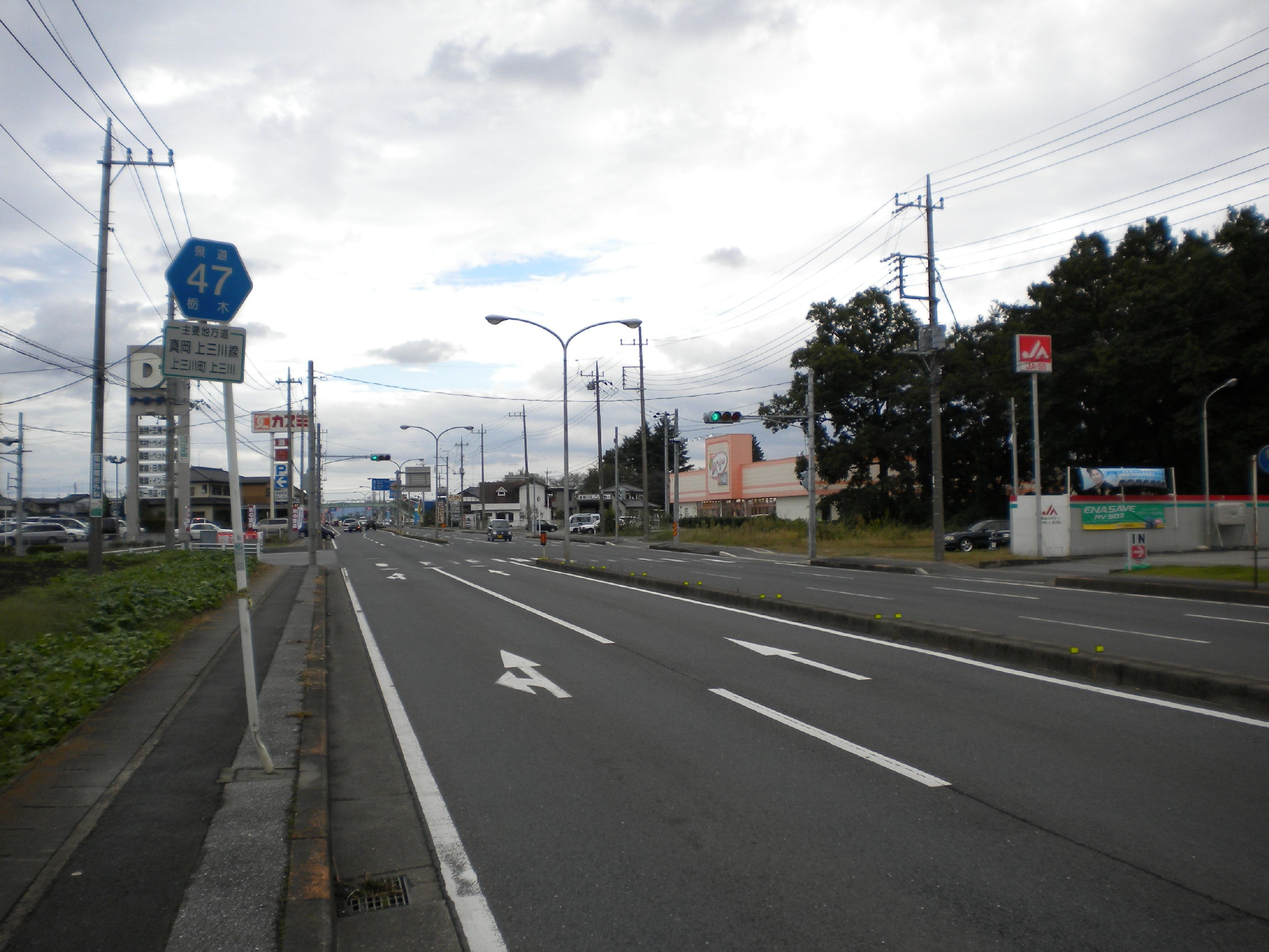
上三川町上三川付近